# Heinrich + Steinhardt
Heinrich + Steinhardt Architekten ist ein Architekturbüro mit Sitz in Bendorf. Architekturhistorische Bedeutung erhielt es durch Umbauten und architektonische Erweiterungen von Baudenkmälern sowie geschütztem Kulturgut, wie der Sayner Hütte, der Burg Eltz oder der Entwurf von stadtbildprägenden universitären Bauten, u. a. für die WHU – Otto Beisheim School of Management. 2015 wurde dem Architekturbüro für seine Arbeit der Finalistenpreis des Großen Preises des Mittelstandes zugesprochen.

## Unternehmensgeschichte
Die Firma Heinrich + Steinhardt ist ein überregional arbeitendes Architektur- und Ingenieurbüro mit derzeit 28 Mitarbeitern. Zu den architektonischen Ausführungen zählen u. a. Arbeiten für das Bürogebäude gegenüber dem Schloss Sayn, die Umgestaltung der Burg Eltz oder der Ausführung von Konzernsitzen, darunter REWE oder Galerie Kaufhof. Neben Hochbauprojekten und Bauten von kultureller Bedeutung erstreckt sich das Arbeitsfeld zudem auf die Gebiete Industriebauten, Verwaltungsbau, großflächige Einzelhandelsprojekte, Projekte im Gesundheits- und Bildungsbereich und Umbau sowie Revitalisierungen von Denkmälern.
Neben architektonischen Ausführungen unterhält es eine eigene interne Abteilung für Tragwerksplanung. Weitere Arbeitsfelder erfassen die Erstellung von statischen Berechnungen für Massiv- und Stahlbauten, Entwicklung von Schal- und Bewehrungsplänen sowie im Bereich Bauphysik z. B. die Anfertigung von EnEV-Nachweisen. Im Gegensatz zu anderen Planungsbüros übernimmt Heinrich + Steinhardt die Generalplanungen, entwickelt Projekte in eigener Regie und kooperiert während der Akquisitionsphase mit Projektentwicklungsgesellschaften.
Alleiniger Inhaber und leitender Architekt ist Thomas Steinhardt. 1965 geboren, studierte er nach einer Ausbildung als Bauzeichner bis 1990 Architektur an der Hochschule Koblenz und arbeitete bis 2001 in diversen Architekturbüros. Anschließend stieg er als Partner bei Heinrich + Steinhardt ein und avancierte 2006 zum alleinigen Inhaber, nachdem er das Büro vom Architekten Günter Heinrich übernommen hatte. Das Unternehmen gilt als Spezialist in der Planung von individuell oder seriell entwickelten Hochbauten.

## Bauten

### Bauten in Kooperation mit dem Haus Sayn-Wittgenstein
Bauten für Haus Sayn-Wittgenstein 
 Externe Weblinks !
- Neubau am Schloss Sayn
- „Rote Brücke“ im Landschaftsgarten Sayn

In Zusammenarbeit mit der Familie zu Sayn-Wittgenstein entstanden zwei Projekte: Ein Gebäudeneubau am historischen Schloss, der neue Firmensitz von Heinrich + Steinhardt, sowie Teile der Neugestaltung der Parkanlage. Für Letzteres wurde im Herbst 2014 die „Rote Brücke“ im Landschaftsgarten Sayn wiederbelebt, nachdem sie nach ihrer Zerstörung über Jahrzehnte ausschließlich provisorisch errichtet worden war. An den Enden der dreigliedrigen Brüstung wurde jeweils ein breites Postament aus gebrannten Ziegeln im Reichsformat angefügt, welche mit Werksteinplatten aus Basalt abgedeckt wurden. In der Brückenmitte befinden sich jeweils zwei kleine Pfeiler aus Klinker mit flacher Basaltabdeckung. Die Brückenseiten bestehen aus drei Cortenstahlplatten mit dem decoupierten Motiv einer Schmetterlingszeichnung.
Anfang des Jahres 2011 entstand gemeinsam mit dem Haus Sayn-Wittgenstein die Idee, ein Bürogebäude direkt gegenüber vom Schloss Sayn entstehen zu lassen. Architektonisches Ziel war es am Eingang von Alt-Sayn ein Ensemble zu schaffen, die den historischen Kontext mit modernen Elementen verbindet. Hierfür wurde ein, durch eine gläserne Fassaden, transparenter Baukörper erdacht, der nicht von der historischen Bedeutung des Schlosses ablenken sollte.
Stilelemente der denkmalgeschützten Architektur des Schlosses, vor allem der von dem Architekten Hermann Nebel errichteten Schlosskapelle, flossen in den Entwurf ein. Architekturhistorische Rückgriffe erfolgten durch den stilistischen Bezug auf neugotische Strukturelemente hinsichtlich Materialauswahl und Formgebung.
Neben dem eigentlichen Gebäude, leisten auch die Außenanlagen einen Beitrag zur städtebaulichen Aufwertung, indem ein Platz mit wassergebundener Kiesdecke und gegenüber dem Schlossturm, eine Grünfläche mit öffentlichen Parkplätzen angelegt wurde.

### Generalsanierung Burg Eltz
2009 beauftragte Karl Graf zu Eltz Heinrich + Steinhardt als leitenden Architekten der Generalsanierung der Burg Eltz. Besonders hervorzuheben ist die Erneuerung der Dachlandschaft, welche 2012 abgeschlossen wurde. In Altdeutscher Deckung ausgeführt, wurden 1.800 m² neu zu deckende Dachfläche in über 60 einzelnen Abschnitten unterteilt, Türme und Gauben ausgerechnet.
Jeder Abschnitt umfasst durchschnittlich rund 30 m² und ist um ca. 60° geneigt. Insgesamt 40 Tonnen Schiefer mit Steinhöhen zwischen 16 und 30 cm wurden auf den 28 mm dicken Nut-Feder-Vollschalungen aus Fichtenholz verteilt. Bei der Altdeutschen Deckung variieren die Steinhöhen: von der Traufe bis zum First werden die Schiefer immer kleiner. Je nach Dachgröße wurden bis zu acht unterschiedliche Steinhöhen innerhalb einer Fläche gelegt.

### Umbau Sayner Hütte
Die weltweit einzigartige Gießhalle der Sayner Hütte wurde 1830 in tragender Konstruktion aus vorgefertigten Eisengussteilen fertiggestellt. 2016 begann der Umbau durch Heinrich + Steinhardt, der im Frühjahr 2017 abgeschlossen werden soll. Das Gebäude authentisch zurückgebaut und von seiner ursprünglichen Funktion her modern interpretiert: Hierzu werden die Wendeltreppe sowie die Betonböden entfernt. Anstelle des Hochofenschachts wird eine große Röhre gesetzt, an der verschiedene Besucherebenen gesetzt werden. Die Außenhaut des Hochofens wird durch eine transparente Membran ersetzt und legt so den Blick in das Innere der Gießhalle frei. Links und rechts vom Schacht ist Aufzug und Treppenaufgang gedacht. Auch wird ein Podest realisiert, von dem aus der Besucher in die Wasserradkammern blicken kann. Neben der Gießerhalle, werden auch der Hochofen, das Industriegebäude und das Arkadengebäude umgebaut.
Bauten für die Handwerkskammer Koblenz
 Externe Weblinks !
- Kompetenzzentrum für Gestaltung, Fertigung und Kommunikation
- Zentrum für Ernährung und Gesundheit

### Handwerkskammer Koblenz
Im Auftrag der Handwerkskammer Koblenz wurden zwei stadtbildprägende Bauten errichtet: das Kompetenzzentrum für Gestaltung, Fertigung und Kommunikation und das Zentrum für Ernährung und Gesundheit, welche für Fortbildungen genutzt werden. Das Zentrum für Ernährung und Gesundheit wurde als kubischer Bau gehalten. Plastische Verformungen, Lochmuster sowie unregelmäßige Fensteröffnungen brechen mit der geometrischen Strenge und beleben das Ensemble. Kontraste wurden auch mit der Auswahl der Materialien gesetzt: Hellgraues Ziegelverblendmauerwerk und scharfkantige, teilweise farbige Fensterelemente aus Aluminium und Glas stehen in farblicher Spannung zueinander. Durch die Materialwahl des Westerwälder Tons aus dem Kammerbezirk sollte das verbindende Moment zur Region hergestellt werden. Das Kompetenzzentrum für Gestaltung, Fertigung und Kommunikation beherbergt auf 850 m² 172 Theorie- sowie 24 Werkstattplätze. Der Bau wurde ebenfalls kubisch in Form eines orthogonalen Trapezes gehalten. In der Materialwahl der Fassadengestaltung dominieren Glas und Aluminium.
Bauten für Universität WHU – Otto Beisheim School of Management in Vallendar
 Externe Weblinks !
- WHU - Otto Beisheim School of Management in der d’Ésterstrasse, Vallendar
- WHU - Otto Beisheim School of Management in der Hellenstrasse, Vallendar
- WHU - Otto Beisheim School of Management in der Heerstraße, Vallendar

### Universität WHU – Otto Beisheim School of Management
Als Hörsaal- und Seminargebäude für die WHU auf einer Nutzfläche von 2500 Quadratmetern konzipiert, bietet es den Studierenden Hörsäle, Seminarräume, eine Cafeteria sowie eine Studentenlounge. Es ist zudem das erste Hochschulgebäude der WHU – Otto Beisheim School of Management in Vallendar, das aus dem Kernbestand eines alten mit einem neuen Gebäude kombiniert wurde. Die Baukosten betrugen 8 Millionen Euro und wurden jeweils zur Hälfte von der Stiftung WHU und der Ehemaligenorganisation getragen. Die Inbetriebnahme erfolgte im Wintersemester 2016/2017. Neben diesem Gebäude entstanden im Auftrag der WHU weitere Bauten an der Heerstraße und an der Hellenstraße. Anlässlich der umfangreichen Expansion der WHU erfolgte auch eine städtebauliche Zentrumsanierung durch Heinrich + Steinhardt.

### Weitere realisierte Projekte
- Vorstandszentrale von Galeria Kaufhof, Köln
- Orangerie Schloss Liebig, Kobern-Gondorf
- Bibliothek des Alosiuskollegs, Bonn
- Medeco Center, Koblenz

Weitere Bauten
 Externe Weblinks !
- Vorstandszentrale Galeria Kaufhof, Köln
- Orangerie Schloss Liebig, Kobern-Gondorf
- Medeco Center, Koblenz

## Auszeichnungen und öffentliche Anerkennung
Im Jahr 2015 war Heinrich + Steinhardt Preisträger des Großen Preises des Mittelstandes und erhielt den Finalistenpreis. Zusammen mit vier weiteren Kandidaten setzten sie sich gegen weitere 5 009 Teilnehmer durch. 2016 wurden sie erneut als Preisträger nominiert.   Des Weiteren sind Bauten von Heinrich + Steinhardt in regelmäßigen Abständen von der Architektenkammer, so 2007, 2012, 2013, 2014, 2015, 2016, bei den architektouren präsentiert worden. Alle Objekte wurden in einem von der Architektenkammer Rheinland-Pfalz herausgegebenen Architekturführer im Taschenformat publiziert.

## Monografische Literatur zu den Bauten
Nachfolgend werden jene Veröffentlichungen Dritter aufgeführt, die entweder das Architekturbüro namentlich im Zuge der Umbauten historischer Baudenkmäler nennen oder näher auf die neuen Projekte eingehen. Einschließender Faktor für Erwähnung in der Liste ist die Thematisierung des Architekturbüros im Zusammenhang mit dem realisierten Projekt.

### Zeitungen und Magazine
- Franzen, Katrin: Hochofen: Das Herz der Sayner Hütte wird umgebaut. Erschienen am 14. Oktober 2016 in Rhein-Zeitung Artikel
- Morcinek, Damian: Krupp'sche Halle: Revitalisierung geht ins Detail. Erschienen am 29. Juli 2016 in Rhein-Zeitung Artikel
- Demleitner, Katharina: Bauforscher: Sayner Hochofen bedeutender als gedacht. Erschienen am 22. Mai 2016 in Rhein-Zeitung Artikel
- Morcinek, Damian: Sanierung: Krupp’sche Halle erhält frisches Antlitz. Erschienen am 31. Januar 2016 in Rhein-Zeitung Artikel
- Morcinek, Damian: Richtfest: WHU baut neues Hörsaalgebäude in Vallendar. Erschienen am 3. Dezember 2015 in Rhein-Zeitung Artikel
- Scholz, Winfried: Vallendar: Stiftung WHU investiert fast 8 Millionen Euro in neues Gebäude. Erschienen am 10. November 2015 in Rhein-Zeitung Artikel
- Ihm-Fahle, Petra: Rewe GmbH Rosbach. Alle an einem Standort vereint. Erschienen am 18. Mai 2015 in Frankfurter Neue Presse Artikel
- Anonymer Autor: Konträre Nachbarn. Dem historischen Schloss Sayn wurde ein modernes Bürogebäude gegenübergesetzt. Erschienen im April 2014 in Cube. Das Magazin für Architektur, modernes Wohnen und Lebensart für Frankfurt und die Rhein-Main-Region, S. 20/21 Artikel
- Anonymer Autor: Konträre Nachbarn. Dem historischen Schloss Sayn wurde ein modernes Bürogebäude gegenübergesetzt. Erschienen im April 2014 in Cube. Das Köln Bonner Magazin für Architektur, modernes Wohnen und Lebensart, S. 28/29 Artikel

### Fachzeitschriften
- Seifert, Jürgen: Ecken, Winkel und Kanten. Fachgerechte Bleibearbeitung schützt wertvolle Bleisubstanz. Erschienen im Dezember 2012 in Baumetall, S. 40–43 Artikel
- Halama, Gerard: Prominente Dächer. Erschienen im Dachbau Magazin im September 2012, S. 52–47 Artikel
- Halama, Gerard: Dachsanierung auf der Burg Eltz. Handwerks-Kunst mit Schiefer. Erschienen in BauPortal im Mai 2015, S. 11–13 Artikel

### Nachschlagewerke und Architekturführer
- Lattner, Bernhard; Hennze, Joachim: 800 Jahre Neckarsulmer Architektur. Neckarsulmer Wirtschafts- und Industriearchitektur. Erschienen bei der Stadt Neckarsulm im Jahr 2014, S. 53 Artikel
- BauNetz (Herausgeber): Dacherneuerung der Burg Eltz. Altdeutsche Deckung mit 40 Tonnen Schiefer für spitzwinkelige Dachlandschaft. Erschienen in BauNetz Wissen Artikel
- Bauten von Heinrich + Steinhardt sind jährlich, in regelmäßigen Abständen anlässlich der Architektouren 2007, 2012, 2013, 2014, 2015 in einem, von der Architektenkammer Rheinland-Pfalz herausgegebenen, Architekturführer im Taschenformat publiziert worden.